# Krokiet (potrawa smażona w głębokim tłuszczu)

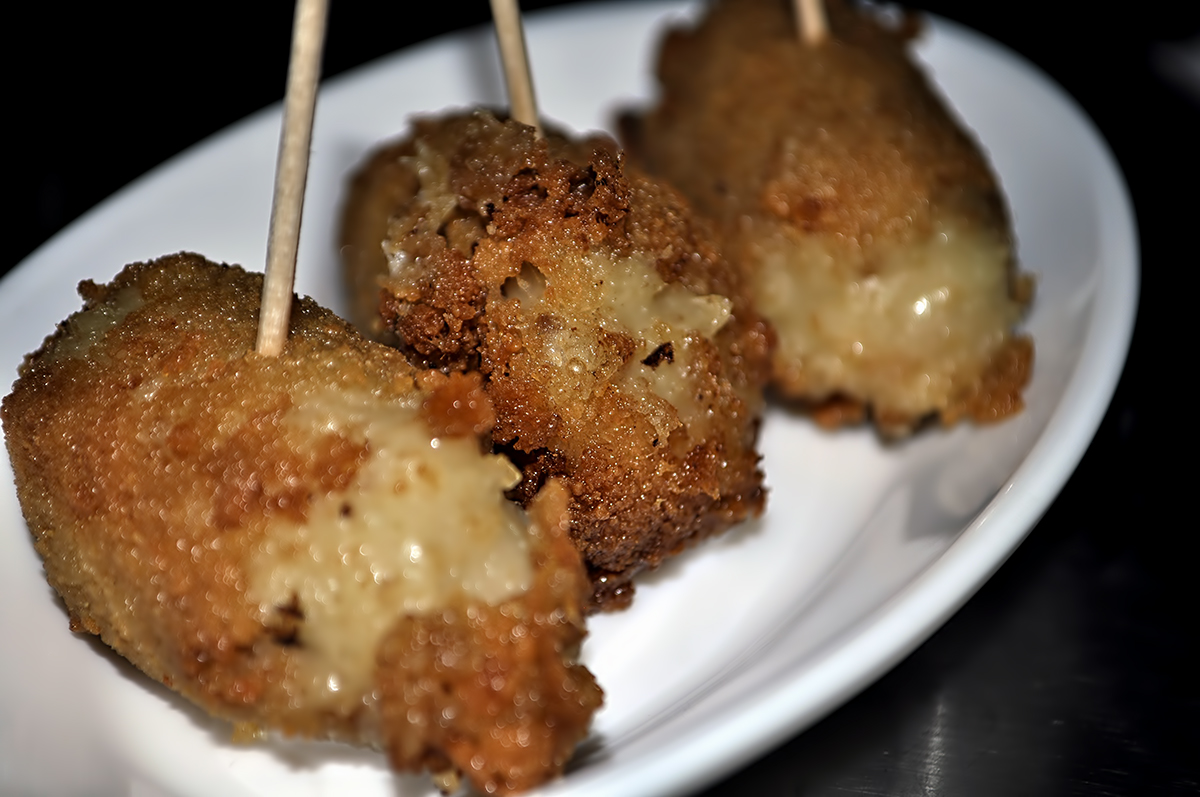
Krokiety o owalnym kształcie

Krokiet – usmażony w głębokim tłuszczu, walcowaty lub kulisty wyrób panierowany, uformowany z masy warzywnej, mięsnej i in..
Głównym składnikiem na krokiety może być np. mięso (w tym ryb i drobiu), fasola, ugotowane i zmielone ziemniaki, kasze lub ryż. Do masy dodaje się środki spulchniająco-sklejające lub masło.
Krokiety można podawać jako danie główne – z surówką i sosem. Mogą być też gorącą przystawką lub – jeśli dominują w nich składniki skrobiowe – dodatkiem do głównej potrawy. Bywają sprzedawane jako rodzaj fast foodu.

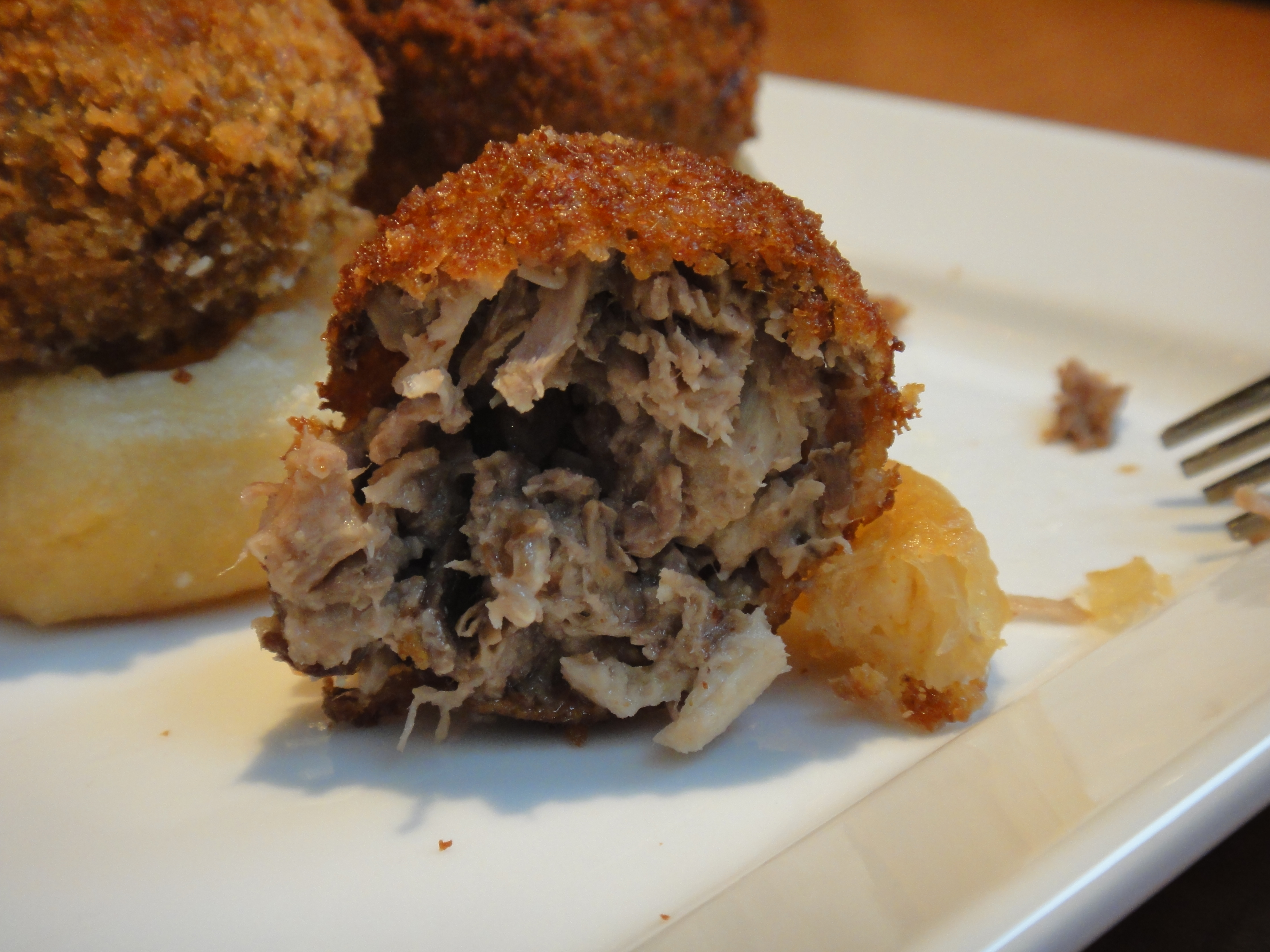
Krokiet wieprzowy
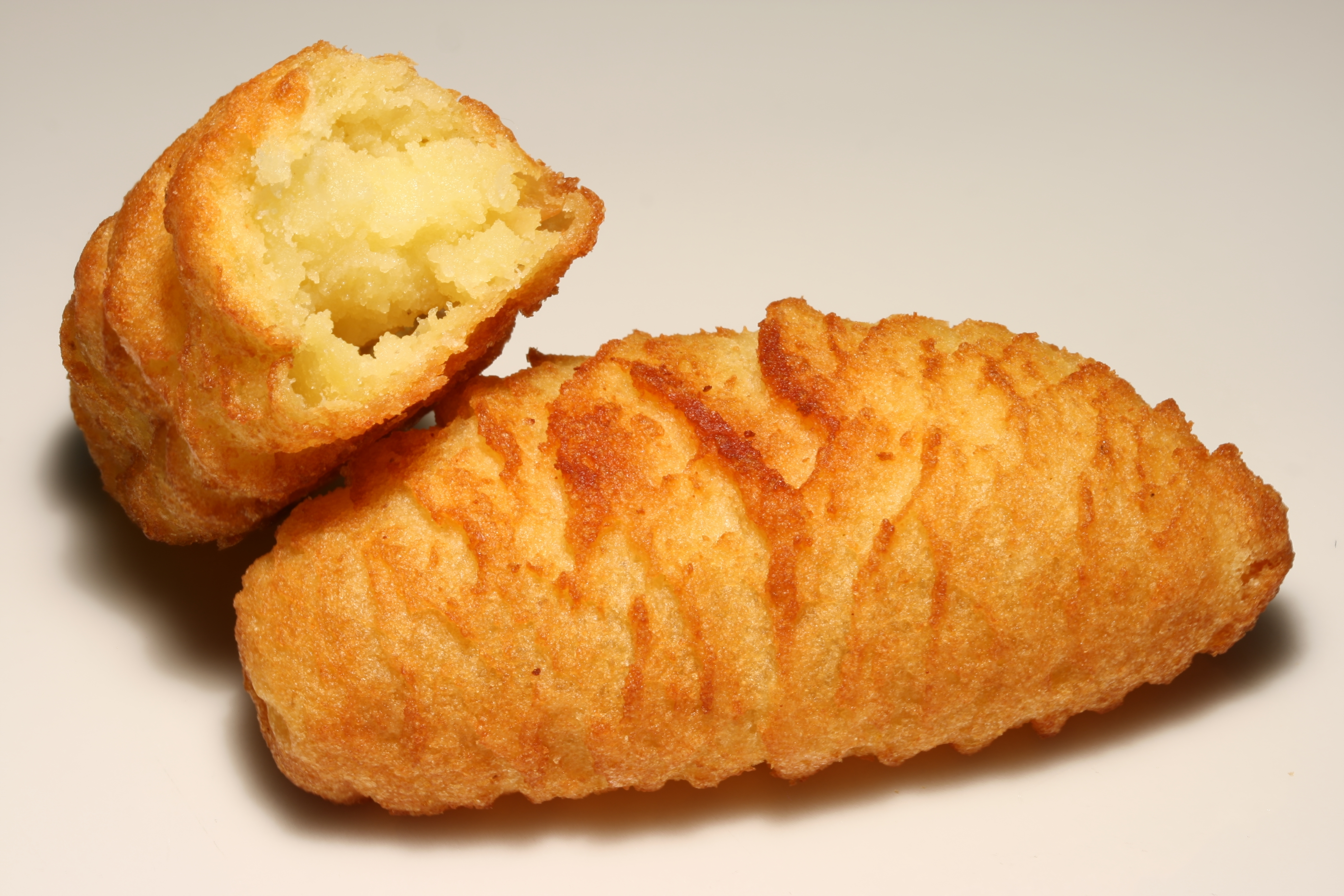
Krokiety ziemniaczane
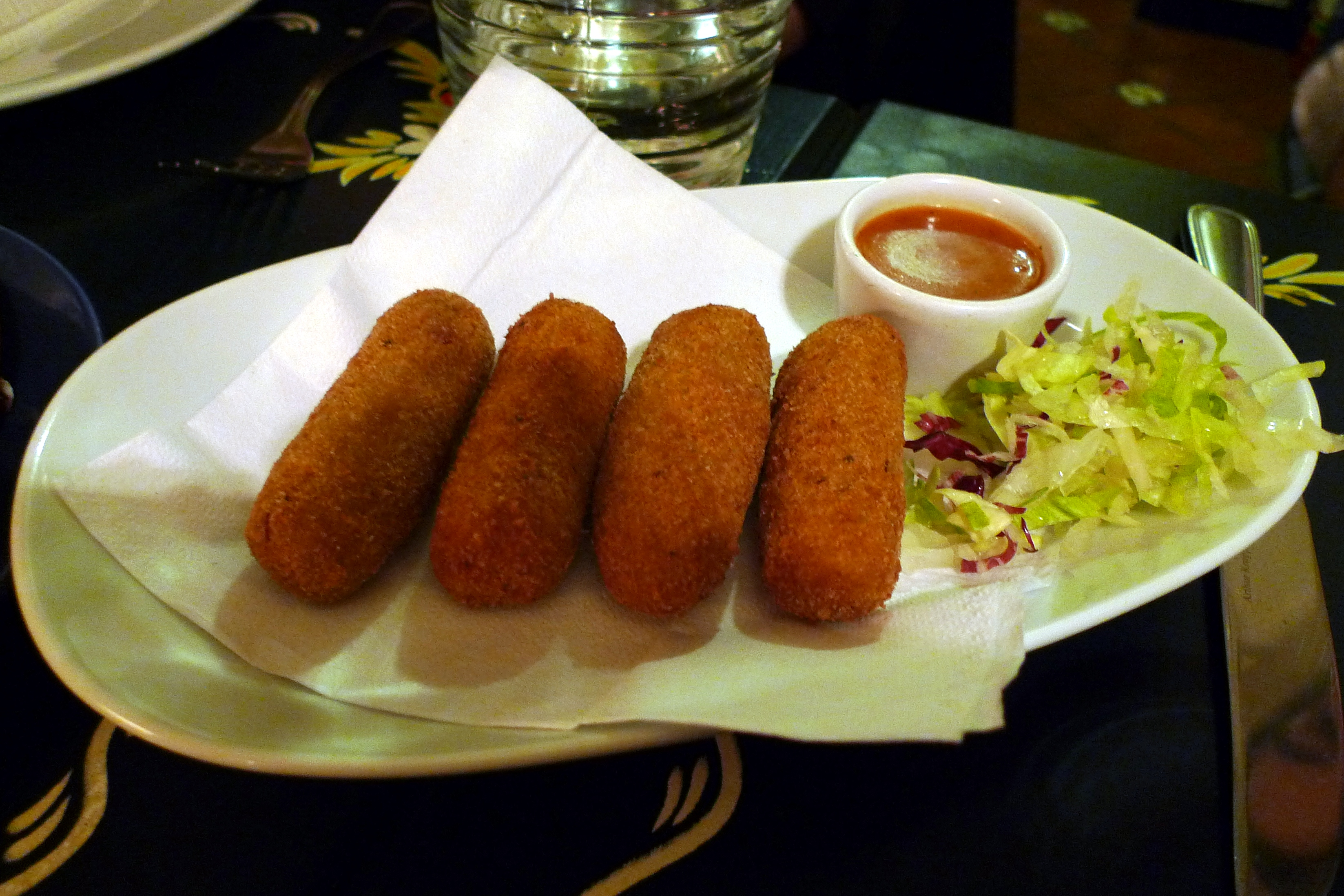
Krokiety podane z surówką i sosem
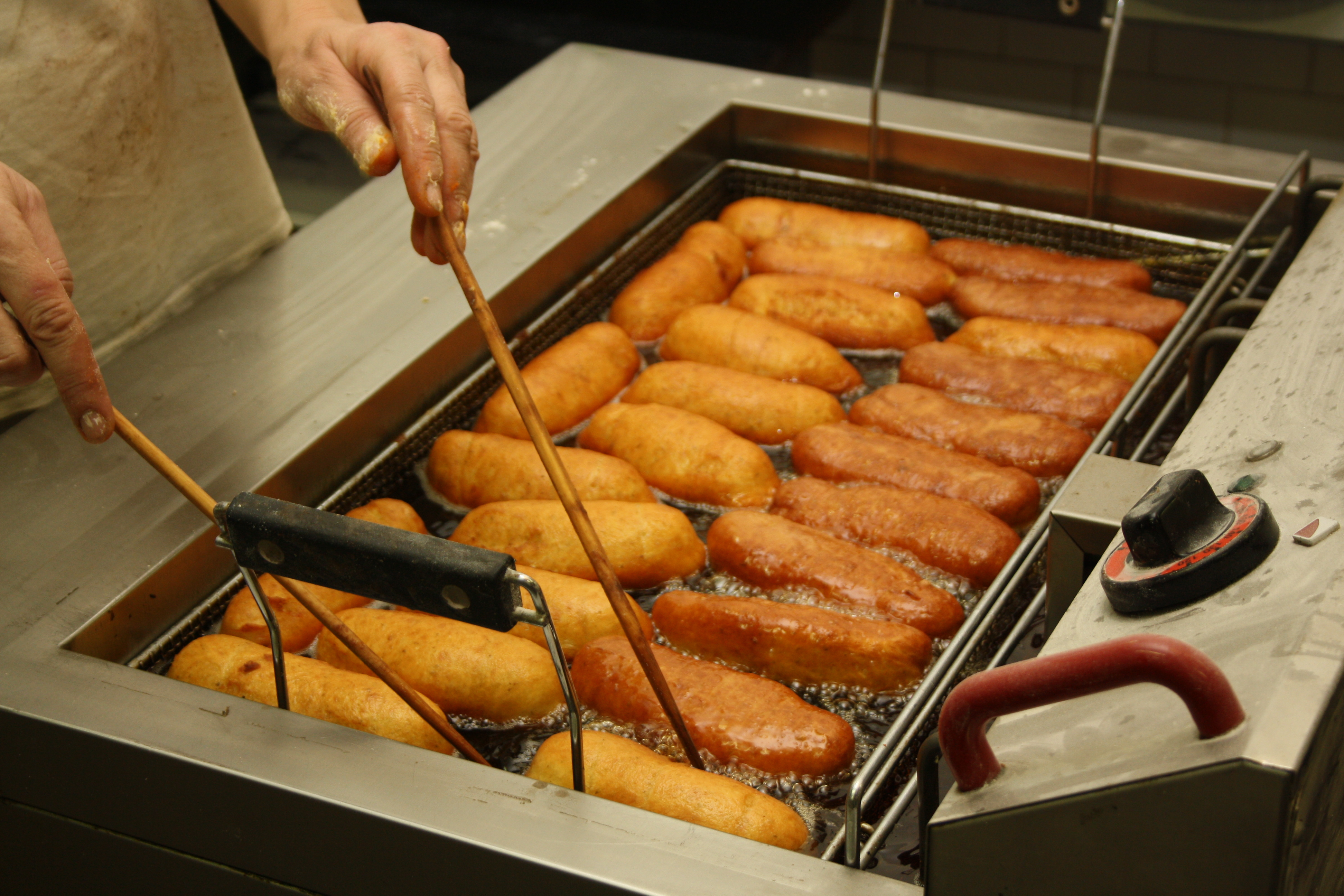
Smażenie krokietów ziemniaczanych
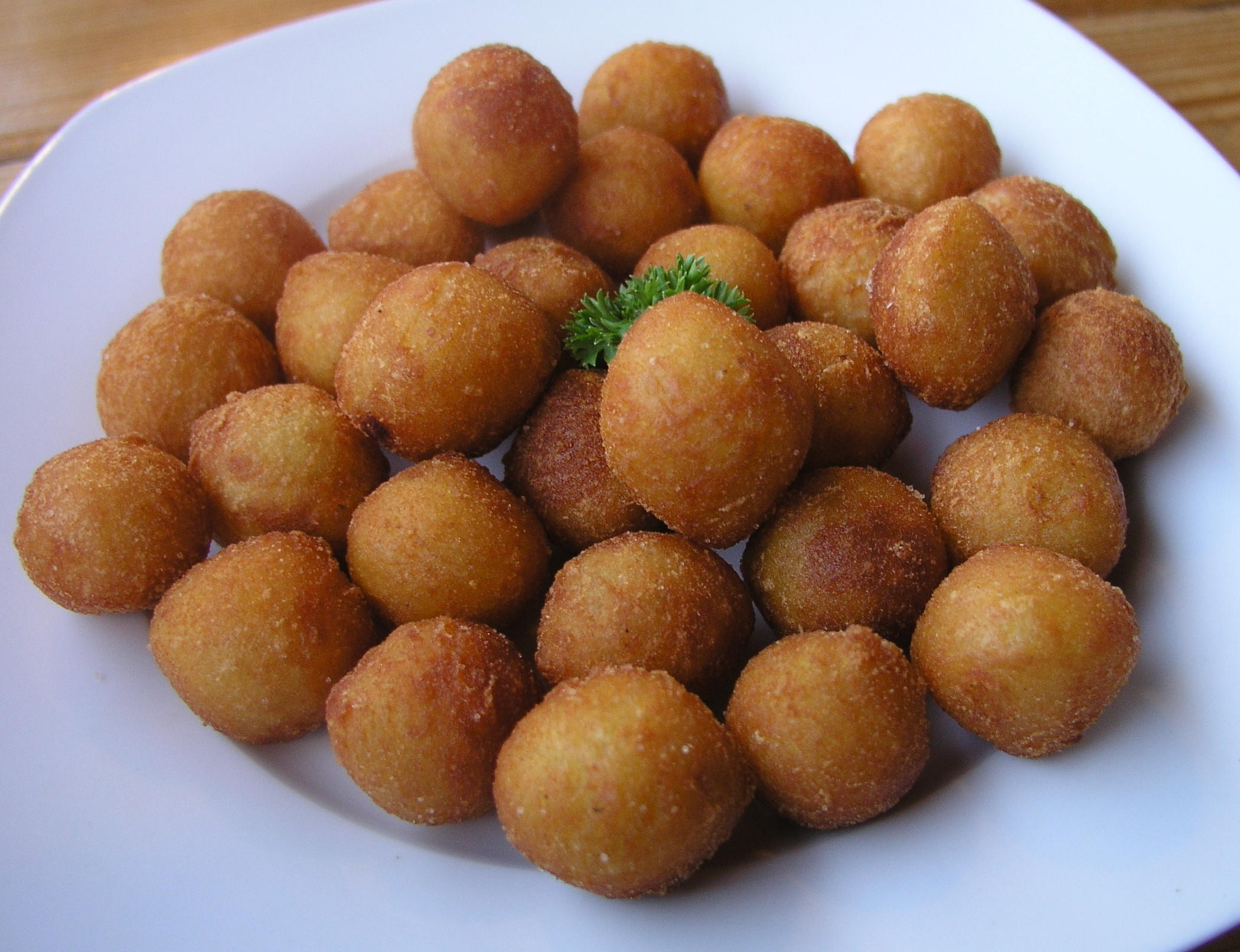
Krokiety o kulistym kształcie